# Trentième district congressionnel du Texas
Le 30e district congressionnel du Texas couvre une grande partie de la ville de Dallas et d'autres parties des comtés de Dallas et de Tarrant (principalement des zones à majorité noire et hispanique). Le district comprend l'Université du Nord du Texas à Dallas, l'UNT Law et la Texas Women's University à Dallas. Le 30e district abrite également l'Aéroport de Dallas Love Field et le Centre Médical Southwestern de l'Université du Texas.
La Représentante actuelle est la Démocrate Jasmine Crockett, qui représente le district depuis 2023. Elle a succédé à la Représentante de longue date Eddie Bernice Johnson, en poste depuis 1993.
Avec un indice CPVI de D+27, c'est le district le plus Démocrate du Texas.

## Historique de vote
| Année | Poste     | Résultats               |
| ----- | --------- | ----------------------- |
| 2000  | Président | Gore 69,0 % – 28,0 %    |
| 2004  | Président | Kerry 75,0 % – 25,0 %   |
| 2008  | Président | Obama 82,0 % – 18,0 %   |
| 2012  | Président | Obama 80,0 % – 20,0 %   |
| 2016  | Président | Clinton 79,0 % – 18,0 % |
| 2020  | Président | Biden 79,0 % – 19,0 %   |

## Liste des Représentants du district
| Membre                             | Parti     | Années                          | Congrès     | Histoire électorale | Zone géographique                              |
| ---------------------------------- | --------- | ------------------------------- | ----------- | --- | ---------------------------------------------- |
| District établit le 3 janvier 1993 |           |                                 |             | |                                                |
| Eddie Bernice Johnson              | Démocrate | 3 janvier 1993 - 3 janvier 2023 | 103e - 117e | Élue en 1992. Réélue en 1994. Réélue en 1996. Réélue en 1998. Réélue en 2000. Réélue en 2002. Réélue en 2004. Réélue en 2006. Réélue en 2008. Réélue en 2010. Réélue en 2012. Réélue en 2014. Réélue en 2016. Réélue en 2018. Réélue en 2020. Retrait. | 1993–1997 Parties de Collin, Dallas et Tarrant |
| Eddie Bernice Johnson              | Démocrate | 3 janvier 1993 - 3 janvier 2023 | 103e - 117e | Élue en 1992. Réélue en 1994. Réélue en 1996. Réélue en 1998. Réélue en 2000. Réélue en 2002. Réélue en 2004. Réélue en 2006. Réélue en 2008. Réélue en 2010. Réélue en 2012. Réélue en 2014. Réélue en 2016. Réélue en 2018. Réélue en 2020. Retrait. | 1997–2003 Parties de Collin, Dallas            |
| Eddie Bernice Johnson              | Démocrate | 3 janvier 1993 - 3 janvier 2023 | 103e - 117e | Élue en 1992. Réélue en 1994. Réélue en 1996. Réélue en 1998. Réélue en 2000. Réélue en 2002. Réélue en 2004. Réélue en 2006. Réélue en 2008. Réélue en 2010. Réélue en 2012. Réélue en 2014. Réélue en 2016. Réélue en 2018. Réélue en 2020. Retrait. | 2003–2005 Parties de Dallas                    |
| Eddie Bernice Johnson              | Démocrate | 3 janvier 1993 - 3 janvier 2023 | 103e - 117e | Élue en 1992. Réélue en 1994. Réélue en 1996. Réélue en 1998. Réélue en 2000. Réélue en 2002. Réélue en 2004. Réélue en 2006. Réélue en 2008. Réélue en 2010. Réélue en 2012. Réélue en 2014. Réélue en 2016. Réélue en 2018. Réélue en 2020. Retrait. | 2005–2013 Parties de Dallas                    |
| Eddie Bernice Johnson              | Démocrate | 3 janvier 1993 - 3 janvier 2023 | 103e - 117e | Élue en 1992. Réélue en 1994. Réélue en 1996. Réélue en 1998. Réélue en 2000. Réélue en 2002. Réélue en 2004. Réélue en 2006. Réélue en 2008. Réélue en 2010. Réélue en 2012. Réélue en 2014. Réélue en 2016. Réélue en 2018. Réélue en 2020. Retrait. | 2013–2023 Parties de Dallas                    |
| Jasmine Crockett                   | Démocrate | 3 janvier 2023 - Présent        | 118e - 119e | Élue en 2022. Réélue en 2024. | 2023–Présent Parties de Dallas, Tarrant        |

## Résultats des récentes élections
Voici les résultats des dix précédents cycles électoraux dans le district.

## Frontières historiques du district

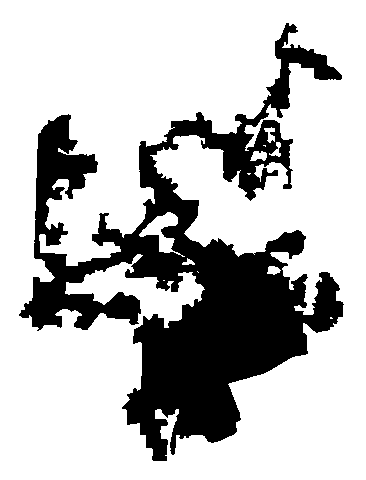
1991 - 1996 ; Annulé par Bush v. Vera

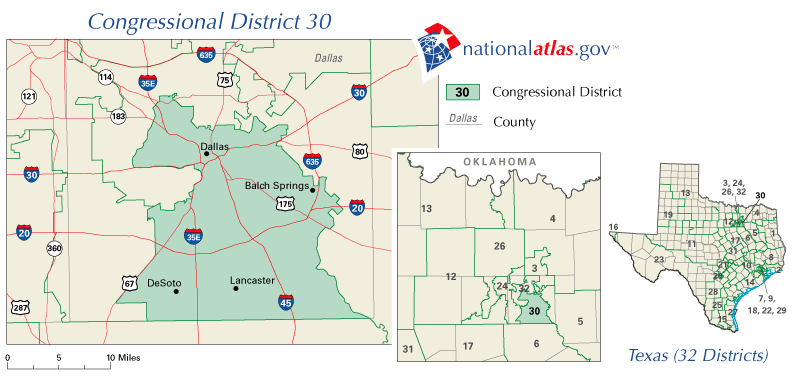
2007 - 2013

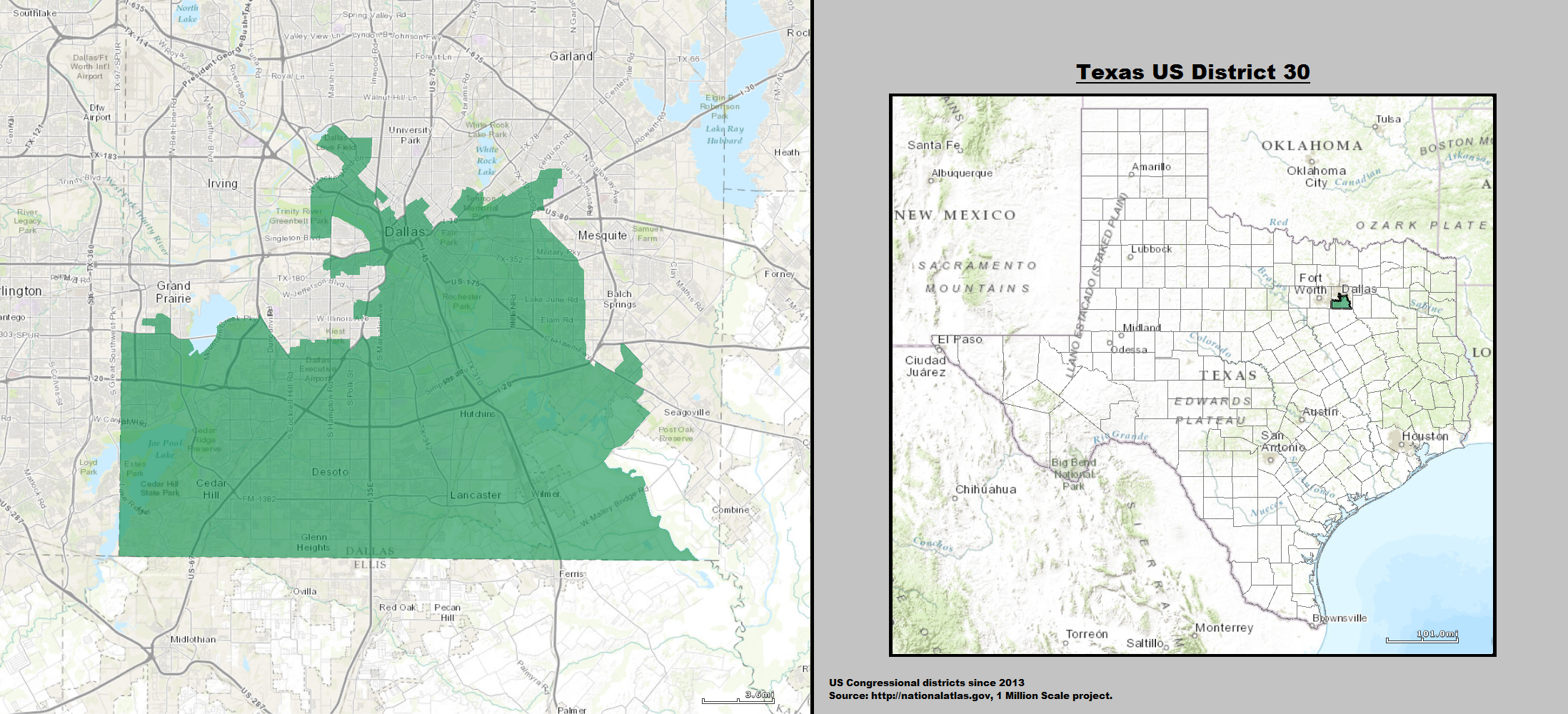
2013 - 2023

### 2004
| Élection de 2004 du 30e district congressionnel du Texas | Élection de 2004 du 30e district congressionnel du Texas | Élection de 2004 du 30e district congressionnel du Texas | Élection de 2004 du 30e district congressionnel du Texas | Élection de 2004 du 30e district congressionnel du Texas |
| -------------------------------------------------------- | -------------------------------------------------------- | -------------------------------------------------------- | -------------------------------------------------------- | -------------------------------------------------------- |
| Parti                                                    | Parti                                                    | Candidat                                                 | Votes                                                    | %                                                        |
|                                                          | Démocrate                                                | Eddie Bernice Johnson (sortante)                         | 144 513                                                  | 93,0                                                     |
|                                                          | Libertarien                                              | John Davis                                               | 10 821                                                   | 7,0                                                      |
| Total des votes                                          | Total des votes                                          | Total des votes                                          | 155 334                                                  | 100 %                                                    |
|                                                          | Les Démocrates conservent                                |                                                          |                                                          |                                                          |

### 2006
| Élection de 2006 du 30e district congressionnel du Texas | Élection de 2006 du 30e district congressionnel du Texas | Élection de 2006 du 30e district congressionnel du Texas | Élection de 2006 du 30e district congressionnel du Texas | Élection de 2006 du 30e district congressionnel du Texas |
| -------------------------------------------------------- | -------------------------------------------------------- | -------------------------------------------------------- | -------------------------------------------------------- | -------------------------------------------------------- |
| Parti                                                    | Parti                                                    | Candidat                                                 | Votes                                                    | %                                                        |
|                                                          | Démocrate                                                | Eddie Bernice Johnson (sortante)                         | 81 348                                                   | 80,2                                                     |
|                                                          | Républicain                                              | Wilson Aurbach                                           | 17 850                                                   | 17,6                                                     |
|                                                          | Libertarien                                              | Ken Ashby                                                | 2250                                                     | 2,2                                                      |
| Total des votes                                          | Total des votes                                          | Total des votes                                          | 101 448                                                  | 100 %                                                    |
|                                                          | Les Démocrates conservent                                |                                                          |                                                          |                                                          |

### 2008
| Élection de 2008 du 30e district congressionnel du Texas | Élection de 2008 du 30e district congressionnel du Texas | Élection de 2008 du 30e district congressionnel du Texas | Élection de 2008 du 30e district congressionnel du Texas | Élection de 2008 du 30e district congressionnel du Texas |
| -------------------------------------------------------- | -------------------------------------------------------- | -------------------------------------------------------- | -------------------------------------------------------- | -------------------------------------------------------- |
| Parti                                                    | Parti                                                    | Candidat                                                 | Votes                                                    | %                                                        |
|                                                          | Démocrate                                                | Eddie Bernice Johnson (sortante)                         | 168 249                                                  | 82,5                                                     |
|                                                          | Républicain                                              | Fred Wood                                                | 32 361                                                   | 15,9                                                     |
|                                                          | Libertarien                                              | Jarrett Woods                                            | 3366                                                     | 1,7                                                      |
| Total des votes                                          | Total des votes                                          | Total des votes                                          | 203 976                                                  | 100 %                                                    |
|                                                          | Les Démocrates conservent                                |                                                          |                                                          |                                                          |

### 2010
| Élection de 2010 du 30e district congressionnel du Texas | Élection de 2010 du 30e district congressionnel du Texas | Élection de 2010 du 30e district congressionnel du Texas | Élection de 2010 du 30e district congressionnel du Texas | Élection de 2010 du 30e district congressionnel du Texas |
| -------------------------------------------------------- | -------------------------------------------------------- | -------------------------------------------------------- | -------------------------------------------------------- | -------------------------------------------------------- |
| Parti                                                    | Parti                                                    | Candidat                                                 | Votes                                                    | %                                                        |
|                                                          | Démocrate                                                | Eddie Bernice Johnson (sortante)                         | 86 322                                                   | 75,7                                                     |
|                                                          | Républicain                                              | Stephen Broden                                           | 24 668                                                   | 21,6                                                     |
|                                                          | Libertarien                                              | J. B. Oswalt                                             | 2988                                                     | 2,6                                                      |
| Total des votes                                          | Total des votes                                          | Total des votes                                          | 113 978                                                  | 100 %                                                    |
|                                                          | Les Démocrates conservent                                |                                                          |                                                          |                                                          |

### 2012
| Élection de 2012 du 30e district congressionnel du Texas | Élection de 2012 du 30e district congressionnel du Texas | Élection de 2012 du 30e district congressionnel du Texas | Élection de 2012 du 30e district congressionnel du Texas | Élection de 2012 du 30e district congressionnel du Texas |
| -------------------------------------------------------- | -------------------------------------------------------- | -------------------------------------------------------- | -------------------------------------------------------- | -------------------------------------------------------- |
| Parti                                                    | Parti                                                    | Candidat                                                 | Votes                                                    | %                                                        |
|                                                          | Démocrate                                                | Eddie Bernice Johnson (sortante)                         | 171 059                                                  | 78,8                                                     |
|                                                          | Républicain                                              | Travis Washington Jr.                                    | 41 222                                                   | 19,0                                                     |
|                                                          | Libertarien                                              | Ed Rankin                                                | 4733                                                     | 2,2                                                      |
| Total des votes                                          | Total des votes                                          | Total des votes                                          | 217 014                                                  | 100 %                                                    |
|                                                          | Les Démocrates conservent                                |                                                          |                                                          |                                                          |

### 2014
| Élection de 2014 du 30e district congressionnel du Texas | Élection de 2014 du 30e district congressionnel du Texas | Élection de 2014 du 30e district congressionnel du Texas | Élection de 2014 du 30e district congressionnel du Texas | Élection de 2014 du 30e district congressionnel du Texas |
| -------------------------------------------------------- | -------------------------------------------------------- | -------------------------------------------------------- | -------------------------------------------------------- | -------------------------------------------------------- |
| Parti                                                    | Parti                                                    | Candidat                                                 | Votes                                                    | %                                                        |
|                                                          | Démocrate                                                | Eddie Bernice Johnson (sortante)                         | 93 041                                                   | 87,9                                                     |
|                                                          | Libertarien                                              | Max Koch III                                             | 7154                                                     | 6,8                                                      |
|                                                          | Indépendant                                              | Eric LeMonte Williams                                    | 5598                                                     | 5,3                                                      |
| Total des votes                                          | Total des votes                                          | Total des votes                                          | 105 793                                                  | 100 %                                                    |
|                                                          | Les Démocrates conservent                                |                                                          |                                                          |                                                          |

### 2016
| Élection de 2016 du 30e district congressionnel du Texas | Élection de 2016 du 30e district congressionnel du Texas | Élection de 2016 du 30e district congressionnel du Texas | Élection de 2016 du 30e district congressionnel du Texas | Élection de 2016 du 30e district congressionnel du Texas |
| -------------------------------------------------------- | -------------------------------------------------------- | -------------------------------------------------------- | -------------------------------------------------------- | -------------------------------------------------------- |
| Parti                                                    | Parti                                                    | Candidat                                                 | Votes                                                    | %                                                        |
|                                                          | Démocrate                                                | Eddie Bernice Johnson (sortante)                         | 170 502                                                  | 77,9                                                     |
|                                                          | Républicain                                              | Charles Lingerfelt                                       | 41 518                                                   | 19,0                                                     |
|                                                          | Libertarien                                              | Jarrett Woods                                            | 4753                                                     | 2,2                                                      |
|                                                          | Vert                                                     | Thom Prentice                                            | 2053                                                     | 0,9                                                      |
| Total des votes                                          | Total des votes                                          | Total des votes                                          | 218 826                                                  | 100 %                                                    |
|                                                          | Les Démocrates conservent                                |                                                          |                                                          |                                                          |

### 2018
| Élection de 2018 du 30e district congressionnel du Texas | Élection de 2018 du 30e district congressionnel du Texas | Élection de 2018 du 30e district congressionnel du Texas | Élection de 2018 du 30e district congressionnel du Texas | Élection de 2018 du 30e district congressionnel du Texas |
| -------------------------------------------------------- | -------------------------------------------------------- | -------------------------------------------------------- | -------------------------------------------------------- | -------------------------------------------------------- |
| Parti                                                    | Parti                                                    | Candidat                                                 | Votes                                                    | %                                                        |
|                                                          | Démocrate                                                | Eddie Bernice Johnson (sortante)                         | 166 784                                                  | 91,1                                                     |
|                                                          | Libertarien                                              | Shawn Jones                                              | 16 390                                                   | 8,9                                                      |
| Total des votes                                          | Total des votes                                          | Total des votes                                          | 183 174                                                  | 100 %                                                    |
|                                                          | Les Démocrates conservent                                |                                                          |                                                          |                                                          |

### 2020
| Élection de 2020 du 30e district congressionnel du Texas | Élection de 2020 du 30e district congressionnel du Texas | Élection de 2020 du 30e district congressionnel du Texas | Élection de 2020 du 30e district congressionnel du Texas | Élection de 2020 du 30e district congressionnel du Texas |
| -------------------------------------------------------- | -------------------------------------------------------- | -------------------------------------------------------- | -------------------------------------------------------- | -------------------------------------------------------- |
| Parti                                                    | Parti                                                    | Candidat                                                 | Votes                                                    | %                                                        |
|                                                          | Démocrate                                                | Eddie Bernice Johnson (sortante)                         | 204 928                                                  | 77,5                                                     |
|                                                          | Républicain                                              | Tre Pennie                                               | 48 685                                                   | 18,4                                                     |
|                                                          | Indépendant                                              | Eric Williams                                            | 10 851                                                   | 4,1                                                      |
| Total des votes                                          | Total des votes                                          | Total des votes                                          | 264 464                                                  | 100 %                                                    |
|                                                          | Les Démocrates conservent                                |                                                          |                                                          |                                                          |

### 2022
| Primaire Démocrate de 2022 du 30e district congressionnel du Texas | Primaire Démocrate de 2022 du 30e district congressionnel du Texas | Primaire Démocrate de 2022 du 30e district congressionnel du Texas | Primaire Démocrate de 2022 du 30e district congressionnel du Texas | Primaire Démocrate de 2022 du 30e district congressionnel du Texas |
| ------------------------------------------------------------------ | ------------------------------------------------------------------ | ------------------------------------------------------------------ | ------------------------------------------------------------------ | ------------------------------------------------------------------ |
| Parti                                                              | Parti                                                              | Candidat                                                           | Votes                                                              | %                                                                  |
|                                                                    | Démocrate                                                          | Jasmine Crockett                                                   | 26 798                                                             | 48,5                                                               |
|                                                                    | Démocrate                                                          | Jane Hamilton                                                      | 9436                                                               | 17,1                                                               |
|                                                                    | Démocrate                                                          | Keisha Lankford                                                    | 4323                                                               | 7,8                                                                |
|                                                                    | Démocrate                                                          | Barbara Mallory Caraway                                            | 4277                                                               | 7,7                                                                |
|                                                                    | Démocrate                                                          | Abel Mulugheta                                                     | 3284                                                               | 5,9                                                                |
|                                                                    | Démocrate                                                          | Roy Williams Jr.                                                   | 2746                                                               | 5,0                                                                |
|                                                                    | Démocrate                                                          | Vonciel Jones Hill                                                 | 1886                                                               | 3,4                                                                |
|                                                                    | Démocrate                                                          | Jessica Mason                                                      | 1858                                                               | 3,4                                                                |
|                                                                    | Démocrate                                                          | Arthur Dixon                                                       | 677                                                                | 1,2                                                                |

| Second Tour de la Primaire Démocrate de 2022 du 30e district congressionnel du Texas | Second Tour de la Primaire Démocrate de 2022 du 30e district congressionnel du Texas | Second Tour de la Primaire Démocrate de 2022 du 30e district congressionnel du Texas | Second Tour de la Primaire Démocrate de 2022 du 30e district congressionnel du Texas | Second Tour de la Primaire Démocrate de 2022 du 30e district congressionnel du Texas |
| ------------------------------------------------------------------------------------ | ------------------------------------------------------------------------------------ | ------------------------------------------------------------------------------------ | ------------------------------------------------------------------------------------ | ------------------------------------------------------------------------------------ |
| Parti                                                                                | Parti                                                                                | Candidat                                                                             | Votes                                                                                | %                                                                                    |
|                                                                                      | Démocrate                                                                            | Jasmine Crockett                                                                     | 17 462                                                                               | 60,6                                                                                 |
|                                                                                      | Démocrate                                                                            | Jane Hamilton                                                                        | 11 369                                                                               | 39,4                                                                                 |

| Primaire Républicaine de 2022 du 30e district congressionnel du Texas | Primaire Républicaine de 2022 du 30e district congressionnel du Texas | Primaire Républicaine de 2022 du 30e district congressionnel du Texas | Primaire Républicaine de 2022 du 30e district congressionnel du Texas | Primaire Républicaine de 2022 du 30e district congressionnel du Texas |
| --------------------------------------------------------------------- | --------------------------------------------------------------------- | --------------------------------------------------------------------- | --------------------------------------------------------------------- | --------------------------------------------------------------------- |
| Parti                                                                 | Parti                                                                 | Candidat                                                              | Votes                                                                 | %                                                                     |
|                                                                       | Républicain                                                           | James Harris                                                          | 3952                                                                  | 32,9                                                                  |
|                                                                       | Républicain                                                           | James Rodgers                                                         | 3754                                                                  | 31,3                                                                  |
|                                                                       | Républicain                                                           | Kelvin Goodwin-Castillo                                               | 2023                                                                  | 16,8                                                                  |
|                                                                       | Républicain                                                           | Lizbeth Diaz                                                          | 1416                                                                  | 11,8                                                                  |
|                                                                       | Républicain                                                           | Dakinya Jefferson                                                     | 703                                                                   | 5,9                                                                   |
|                                                                       | Républicain                                                           | Angeigh Roc'ellerpitts                                                | 160                                                                   | 1,3                                                                   |

| Second Tour de la Primaire Républicaine de 2022 du 30e district congressionnel du Texas | Second Tour de la Primaire Républicaine de 2022 du 30e district congressionnel du Texas | Second Tour de la Primaire Républicaine de 2022 du 30e district congressionnel du Texas | Second Tour de la Primaire Républicaine de 2022 du 30e district congressionnel du Texas | Second Tour de la Primaire Républicaine de 2022 du 30e district congressionnel du Texas |
| --------------------------------------------------------------------------------------- | --------------------------------------------------------------------------------------- | --------------------------------------------------------------------------------------- | --------------------------------------------------------------------------------------- | --------------------------------------------------------------------------------------- |
| Parti                                                                                   | Parti                                                                                   | Candidat                                                                                | Votes                                                                                   | %                                                                                       |
|                                                                                         | Républicain                                                                             | James Rodgers                                                                           | 3090                                                                                    | 56,9                                                                                    |
|                                                                                         | Républicain                                                                             | James Harris                                                                            | 2339                                                                                    | 43,1                                                                                    |

| Élection de 2022 du 30e district congressionnel du Texas | Élection de 2022 du 30e district congressionnel du Texas | Élection de 2022 du 30e district congressionnel du Texas | Élection de 2022 du 30e district congressionnel du Texas | Élection de 2022 du 30e district congressionnel du Texas |
| -------------------------------------------------------- | -------------------------------------------------------- | -------------------------------------------------------- | -------------------------------------------------------- | -------------------------------------------------------- |
| Parti                                                    | Parti                                                    | Candidat                                                 | Votes                                                    | %                                                        |
|                                                          | Démocrate                                                | Jasmine Crockett                                         | 134 876                                                  | 74,7                                                     |
|                                                          | Républicain                                              | James Rodgers                                            | 39 209                                                   | 21,7                                                     |
|                                                          | Indépendant                                              | Zachariah Manning                                        | 3820                                                     | 2,1                                                      |
|                                                          | Libertarien                                              | Phil Gray                                                | 1870                                                     | 1,0                                                      |
|                                                          | Indépendant                                              | Debbie Walker (write-in)                                 | 738                                                      | 0,4                                                      |
| Total des votes                                          | Total des votes                                          | Total des votes                                          | 180 513                                                  | 100 %                                                    |
|                                                          | Les Démocrates conservent                                |                                                          |                                                          |                                                          |

### 2024
| Primaire Démocrate de 2024 du 30e district congressionnel du Texas | Primaire Démocrate de 2024 du 30e district congressionnel du Texas | Primaire Démocrate de 2024 du 30e district congressionnel du Texas | Primaire Démocrate de 2024 du 30e district congressionnel du Texas | Primaire Démocrate de 2024 du 30e district congressionnel du Texas |
| ------------------------------------------------------------------ | ------------------------------------------------------------------ | ------------------------------------------------------------------ | ------------------------------------------------------------------ | ------------------------------------------------------------------ |
| Parti                                                              | Parti                                                              | Candidat                                                           | Votes                                                              | %                                                                  |
|                                                                    | Démocrate                                                          | Jasmine Crockett (sortante)                                        | 26 798                                                             | 48,5                                                               |
|                                                                    | Démocrate                                                          | Jane Hamilton                                                      | 9436                                                               | 17,1                                                               |

| Élection de 2024 du 30e district congressionnel du Texas | Élection de 2024 du 30e district congressionnel du Texas | Élection de 2024 du 30e district congressionnel du Texas | Élection de 2024 du 30e district congressionnel du Texas | Élection de 2024 du 30e district congressionnel du Texas |
| -------------------------------------------------------- | -------------------------------------------------------- | -------------------------------------------------------- | -------------------------------------------------------- | -------------------------------------------------------- |
| Parti                                                    | Parti                                                    | Candidat                                                 | Votes                                                    | %                                                        |
|                                                          | Démocrate                                                | Jasmine Crockett (sortante)                              | 197 650                                                  | 84,9                                                     |
|                                                          | Libertarien                                              | Jrmar Jefferson                                          | 35 175                                                   | 15,1                                                     |
| Total des votes                                          | Total des votes                                          | Total des votes                                          | 232 650                                                  | 100 %                                                    |
|                                                          | Les Démocrates conservent                                |                                                          |                                                          |                                                          |

## Dans la culture populaire
Le 30e district joue un rôle important dans la première partie de la saison 4 de House Of Cards. Claire Underwood cherche à briguer le siège après un désaccord avec son mari, le Président. Le siège majoritairement noir et hispanique hésite à soutenir Claire, et elle finit par reculer.